# Крешнево
Кре́шнево — деревня в Весьегонском муниципальном округе (до 31 мая 2019 года — в Весьегонском районе) Тверской области. Входила в состав Ивановского сельского поселения.

## География
Деревня расположена на левом берегу Кесьмы (напротив деревни в Кесьму впадает приток Шипенка), в 12 км к северо-востоку от центра сельского поселения — деревни Иваново, в 4 км к югу от районного центра — города Весьегонск.    

## Название
Название деревни:
- от мужского личного имени Крещень — «родившийся в Крещенье, в сочельник, в морозы», «крестник»;
- или от мужского личного имени Крех, от крёх — боров, крехтун — вальдшнеп (из кряхтеть); от крешки — «грудь», в значении «у кого болит, ломит, ноет, он кряхтит»[4][5].

## Население
| 2010 |
| ---- |
| 146  |

По состоянию на 1859 год в деревне Кремнево («при реке Кесьме», по Ярославско-Мологскому почтовому тракту) 1 стана Весьегонского уезда в 43 дворах проживали 233 человека (104 мужчины, 129 женщины), казённые крестьяне.

По данным Всероссийской переписи населения 2002 года в деревне Крешнево Барановского сельского округа Весьегонского района проживали 170 человек, преобладающая национальность — русские (98 %).

## Уроженцы
- Афонин Иван Михайлович (1904, Крешнево, Перемутская волость, Весьегонский уезд, Тверская губерния — 1979, Москва) — советский военный деятель, Гвардии генерал-лейтенант, Герой Советского Союза.